# Konrad Hermann Heinrich Christ
Konrad Hermann Heinrich Christ (12 de diciembre de 1833 - 23 de noviembre de 1933) fue un jurista, reformador religioso, naturalista, botánico y paleobotánico suizo.

## Biografía
Hermann Christ era hijo de Johann Jakob Christ - notario y consejero cantonal - y de Christine Hoffmann. Estudió derecho en la Universidad de Basilea y en la Universidad Humboldt de Berlín. Y, en 1856, obtiene su doctorado, y su diploma de notario un año más tarde.
Primero secretario judicial, de 1859 a 1868, y de 1869 a 1908 se desempeñó como oficial jurídico y notarial en Basilea.

## Algunas publicaciones
- "Notice sur la vie et les travaux botaniques d'Edmond Boissier", p. I-XXXIII  Archivado el 4 de marzo de 2016 en Wayback Machine.

- 1873. Die Rosen der Schweiz mit Berücksichtigung der umliegenden Gebiete Mittel- und Süd-Europas, reproducción del original. ISBN 978-3-86444-710-5. Salzwasser-Verlag, 2012

- 1879. Das Pflanzenleben der Schweiz, Zúrich: F. Schulhess, 1882

- 1897. Die Farnkräuter der Erde

- 1900. Die Farnkräuter der Schweiz xii + 388 pp. 292 ilustr. 2ª ed. 1982

- 1900. Les fougères des Alpes Maritimes Ginebra y Basilea: Georg & Cie Libraires-éds.

- 1906. "Die Botrychium-Arten des Austral Amerika." Arkiv for Botanik 6 (3) Estocolmo, Suecia

- 1910. Die Geographie der Farne, Leipzig

## Literatura
- Universitätsbibliothek Basel: Nachlass
- Bericht der Deutschen Botanischen Gesellschaft, vol. 2, 1933, pp. 2
- Verhandlungen der Schweizerischen Naturforschenden Gesellschaft, 1817-1977, 1934, pp. 493–511, con catálogo temático
- Basler Jahrbuch. 1935
- Alfred Becherer. «Erinnerungen an die Basler Botaniker Hermann Christ, Emil Steiger und Eduard Thommen». In: Bauhinia 5/3, 1975, pp. 161–171

## Honores
Género
- Christella H.Lév. 1915  de la familia de los helechos Thelypteridaceae se nombra en su honor

Especies, más de 100
- Cyathea christii Domin ex Copel. 1929 de la familia Cyatheaceae